# Sodni dan (sura)
Sodni dan (arabsko Al-Qiyama) je 75. sura (poglavje) v Koranu, ki jo sestavlja 40 ajatov (verzov). Je meška sura.
Med opravljanjem molitve (salata oz. namaza) pri tej suri verniki opravijo 2 ruku'ja (priklona).